# Atelier jardin
Pour plus de détails, voir Fiche technique et Distribution.
Atelier jardin est un film français réalisé par Benoît Jacquot et sorti en 2009.

## Fiche technique
- Titre : Atelier jardin
- Réalisation : Benoît Jacquot
- Scénario : Benoît Jacquot et David Levoyer
- Photographie : Romain Winding
- Décors : Pascale Consigny
- Son : Thomas Perlmutter
- Montage : Luc Barnier
- Société de production : P.A.S. Productions
- Pays d'origine :  France
- Durée : 11 minutes
- Date de sortie : France - 18 octobre 2009[1]

## Distribution
- Vladimir Consigny
- Laurence Cordier